# 欽察汗國
欽察汗國（1242年－1502年），又稱金帳汗國（俄语：Золотая Орда，羅馬化：Altan Ord；哈萨克语：（西里尔文），Altyn Orda ulysy（拉丁轉寫）），突厥語自稱作「Ulug Ulus」直译：「大國」 ，於13世紀建立，是作為蒙古帝國西北部分支的一個蒙古汗國，後期突厥化，控制著連接中國和中世紀歐洲的絲綢之路。由拔都創立并由其後人管理，汗國境內族羣背景複雜，居民主要有欽察突厥人、羅斯人、保加尔人和蒙古人，作为统治者的少数蒙古人則隨時間推移逐漸與欽察人融合，並改信伊斯蘭教。1259年隨著蒙古帝國分裂而成為一个獨立汗國，为蒙古四大汗国之一，有所取代早期較為鬆散的庫曼汗國的地位。拔都汗在位时期，汗國範圍涵蓋現代的哈薩克草原、咸海和里海北部，佔有東歐和中歐地區（至多瑙河）。 
在開國可汗拔都於1256年離世後，儘管在1290年代末那海曾密謀掀起局部內戰，拔都的王朝仍在將近一個世紀內維持繁盛發展，直到1359年。月即别在位時期（1312年—1341年）轉信伊斯蘭教，同時汗國的軍事實力達到巔峰，這一時期欽察汗國所擴張領土，西端是由西伯利亚及中亞地帶延伸到乌拉尔山脉和多瑙河間的東歐部分，南端則是由黑海延伸到裏海，同時接壤高加索山脉及伊兒汗國領土。
1359年後汗國內部經歷了充斥暴力的政治混亂，直到脫脫迷失接掌後（1381年—1395年）短暫地重建秩序，不過很快帖木兒於1396年入侵汗國，令之分裂成數個更小的、謝絕穩固欽察整體政權的韃靼汗國。到15世紀初時欽察汗國逐步瓦解，到1466年其中央政體收窄成為大帳汗國，而其原領土範圍裡主要湧現出的是諸多突厥汗國。由於其內部征戰的局面，令北部的原附庸莫斯科在1480年停止向金帳汗國納貢，同時莫斯科以烏格拉河對峙擺脫了多年來的「韃靼枷鎖」。最終作為欽察汗國最後留存部分的克里米亞汗國和哈萨克汗国，分别存續到1783年和1847年。

## 歷史

### 分封欽察
元太祖二十年（1225年），成吉思汗劃分了四子的封地，長子朮赤的封地在也兒的石河（今額爾齊斯河）以西、花剌子模以北，直到蒙古軍馬蹄所到之處。朮赤在世時，實際統治地域包括烏拉爾河以東的欽察草原東部和阿姆、錫爾兩河下游花剌子模地區。元太祖二十二年（1227年），朮赤死，拔都受兄弟推戴繼承父位。把封地及軍隊分一半屬兄斡兒答，使其領有兀魯思東境，號為左翼；自領一半，為右翼。
元睿宗二年（1229年）春，諸宗王、統將從各地來集於客魯河畔的成吉思汗之大斡耳朵。朮赤諸子斡兒答、拔都、昔班、別兒哥、別兒格察兒、不花帖木兒等，自裏海之北方地來會。元太宗元年（1229年）八月，蒙古帝國宗親諸王在怯綠連河（即今蒙古國境內的克魯倫河）畔召開忽里勒台大會。儘管費盡周折，窩闊台最後總算被推舉為大汗。

### 長子西征
朮赤有14個兒子，有長子鄂爾達、次子拔都（巴图）。鄂爾達自知才能不及弟弟拔都，所以將繼承汗位的權利讓給了拔都。拔都控制了黑海北岸的海滨土地後，许多突厥系人民歸順於他，並被編入他的军队；在1230年代后期和1240年代初，他不断攻击伏尔加保加利亚和基辅罗斯的后继国家，统一了中亚草原，结束了早年俄罗斯地區封建割据的局面。
拔都率领他的军队持续向西方开拓，在莱格尼察战役和蒂薩河之战之后，入侵了波蘭王國和匈牙利王國。1241年，窝阔台在蒙古本土去世，拔都终止為追杀匈牙利國王貝拉四世而發动的维也纳围城战，东归。此后，蒙古军队再也没有西进至如此之远。1260年，金帳汗別儿哥及那海第二次入侵波蘭，大勝波兰，攻其首都克拉科夫，並在波兰桑多梅日屠殺48名道明会成員，其後撤兵。1287年至1288年金帳汗秃剌不花再次第三次入侵波兰，被擊退從此再未入侵波兰。1285年至1286年秃剌不花和那海入侵匈牙利，但被匈牙利在特蘭西瓦尼亞擊敗。

### 立國欽察
1242年，拔都在萨莱（今伏尔加河下游阿斯特拉罕附近）定都，正式建立欽察汗國，又稱金帐汗國。拔都的弟弟昔班（朮赤的第五個兒子）西征立了大功，拔都分給了他一片領地，昔班便在乌拉尔山以东的鄂毕河与额尔齐斯河之间，建立了他自己的营帐；版圖最遠至哈薩克的阿克托貝，稱藍帳汗國。拔都的兄長鄂爾達讓位給拔都，所以拔都將東方錫爾河一帶分給哥哥，鄂爾達一系建立了白帳汗國。1359年別兒迪別死後，欽察汗國絕後，汗位由大臣馬麥控制，脫脫迷失後，汗位基本上由白帳汗出任。

### 覆亡
在札尼別死後，別兒迪別即位時期極短；1359年死後，汗國大亂，他的兩兄弟不服他，改宗基督教。鄂爾達與昔班的後裔曾立為汗。換了多位可汗。汗位由馬麥掌握。后期，欽察汗分裂。帖木儿1396年入侵后，日渐衰弱，大帐汗国继承对莫斯科公国的统治，但是統治區域只剩下薩萊。15世纪中期后，金帐汗国正式分裂为数个政权：东部的哈萨克汗国、西部的喀山汗国（1438-1552）、克里米亚汗国（1441/1442-1783)、阿斯特拉罕汗国（1466-1556)、 西伯利亚汗国、诺盖汗国等。1472年，莫斯科大公国抗税，大汗阿合马率兵征讨，结果失败，失去控制。
1480年阿合马再次征讨，再次失败，并死于内乱。至此莫斯科大公国彻底摆脱蒙古人的统治。此時，距朮赤建立汗國已有二百六十年的歷史。1547年，莫斯科大公国正式改名俄罗斯沙皇国，伊凡四世加冕为俄罗斯沙皇。1550年代，沙皇俄国先後攻打了喀山汗國、阿斯特拉罕汗國、克里米亞汗國三个汗国。其中，克里米亞汗國壽命最長，因為它是當代強大的奥斯曼土耳其帝国的封臣。1783年，克里米亞在法國大革命前，中衰的奥斯曼土耳其帝国與奥地利帝國有戰端，無暇東顧，汗國遂被歸併於沙俄領內，被称为“蒙古帝国在欧洲的最后残余”。而位于中亚的希瓦汗国、布哈拉汗国、浩罕汗国等汗国，也最終都被俄国所吞併，它们被称为蒙古帝国的最后残余。虽然它们在19世纪下半叶逐步沦为俄罗斯帝国的附庸，但希瓦汗国（及布哈拉酋长国）直到1920年才被苏俄红军灭亡。

## 政治制度

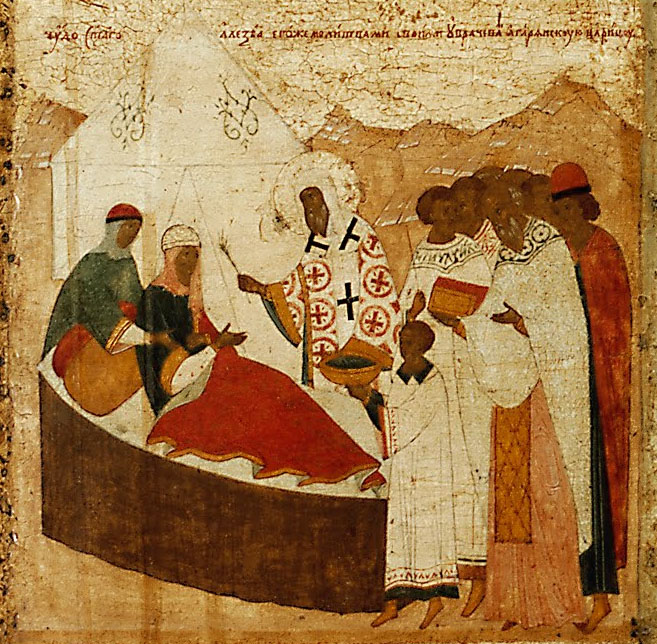
聖亞歷克賽（Alexius, Moscow）正在治療札尼別的失明妻子。

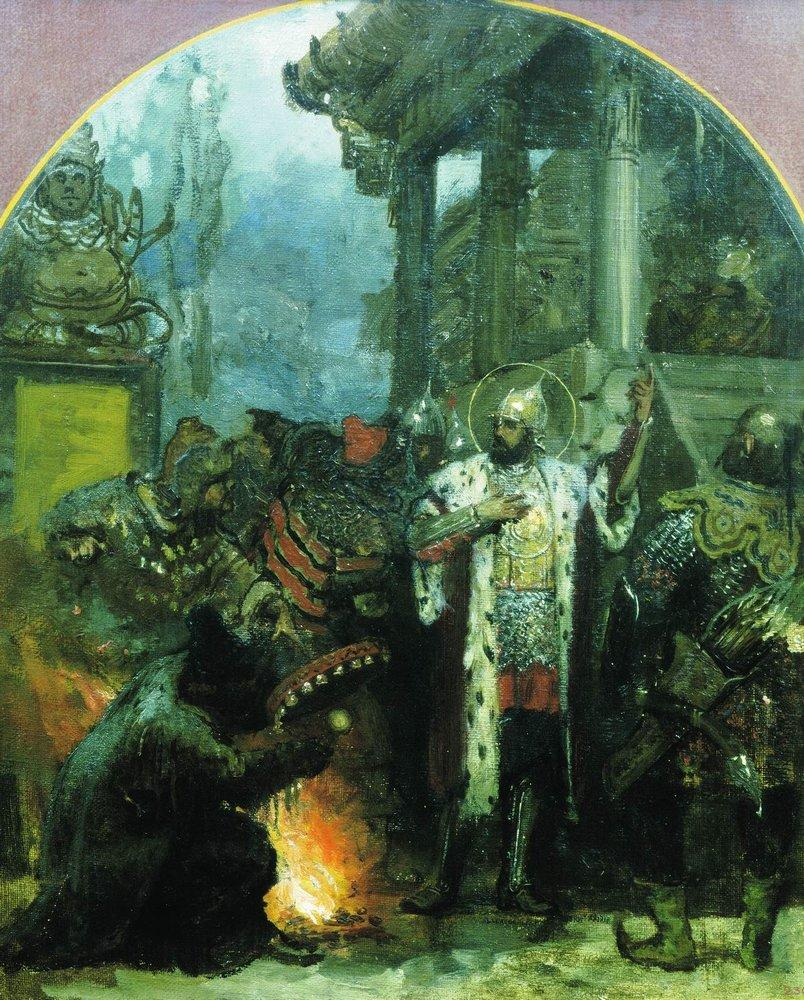
亚历山大·涅夫斯基與一位蒙古薩滿

蒙古對東北羅斯的行政統治，主要目標是在於徵兵與徵稅。手段因地不同。有些地方，由蒙古人直接管理，大部分容許自治。蒙古羅斯分部的諸王公（公國）除以附庸之身向可汗纳贡，亦可在可汗欽差大臣宣布下即位。他們的權力受轄於蒙古人。在地方行政上，以十戶為基本行政單位，每人數單位要提供該單位人數的兵力和稅款，十戶供出十人，如此類推，每地數字不同。十戶是最基本的行政單位。西俄地區的第一次人口普查在1345年。東俄地區有兩次人口普查；一次在1258－1259年；一次在1274－1275年。1275年后，再無普查。普查結果：東俄有27個萬戶，西俄有16個萬戶，全俄即43萬戶。在1275年人口有850萬人。不包括在军事官职萬户长统辖下的属民士兵，大約一千萬人。每萬户，蒙古人派官員行政，不受大公指揮，只向可汗負責。這些千户與萬户的軍官，兼任行政長官，並有一位同級的徵稅員。日後再以達魯花赤（意为“镇守之官”）為新的職稱，擔任全區的負責人。達魯花赤分為三個級數：萬户、城、村。每一個行政單位，皆有達魯花赤，有少量軍隊接受直接指揮，維持秩序。
在蒙古人直轄區，十人置一十夫長，百人置一百夫長。第一次在俄羅斯徵兵是男子人數的十分之一，以後是二十分之一。司法上，有最高法庭與地區法庭，大公也會在此受審。設達魯花赤和卡迪（伊斯兰法官），有法官八人，按案件性質決定。
在徵稅上，在別兒哥時代，最初使用穆斯林商人與猶太人及亞美尼亞人包稅，第一位包稅長是一位改宗伊斯蘭教的俄羅斯人，名叫伊佐希馬。後來改為使用八思哈，再後來由一位弗拉基米爾大公徵稅。稅收分農村和城市兩種，有實物稅和貨幣稅，可汗有權徵收臨時稅。稅率是十分之一。有三種稅吏：書記、農村徵稅員、城市徵稅員，也是八思哈。不同的是羅斯公國，稅收大相逕庭，弗拉基米爾每年交85000盧布，莫斯科只有4000盧布。
欽察汗國幅員遼闊，社會發展水平不一。烏爾根奇、薩萊、阿速、卡法、速答黑是貿易中心。經濟上有牧民和城市居民，農人。南俄和北高加索大草原是土庫曼人、康里人、欽察人、蒙古人放牧的地方；伏爾加河和卡馬河地區與梁贊州，是生產糧食的地區。
汗國的兵員多為突厥人。在宗教上，信仰自由，忙哥帖木兒時代，東正教受到優待；忙哥帖木兒發了一道詔書，它和屬民一律免稅，豁免他們的戶口普查，誹謗東正教的人一律處死。教會成為一特權團體。他們的工作是為俄羅斯人提供精神生活與道德上的指教；這時代也是東正教最獨立的時期。到月即別汗時期，侮辱東正教信仰與破壞教會財物的人要處死，帖木儿·忽格鲁特詔書也言明，不得干預教會運作。蒙古統治的第一個世紀，教會繁榮，對精神生活上的活動有甚大幫助。另一方面，東正教有自己的法庭，宗教案件只能由教會法庭審判，不在汗庭審判。
另一方面，欽察汗國與元朝也有不少的交往。在1330年代，有三萬俄羅斯人在元帝国境内服役，以前也有阿蘭人與欽察人軍團，証明兩者交往密切。除此以外的對外關係，主要是與埃及馬木留克王朝交往。
對俄羅斯司法上，所有公國的大公都在可汗的權威下。大公若反抗，可汗會立刻處置。東正教會已立法保護。蒙古人不干涉俄羅斯貴族與平民之間的訴訟，大公可保留司法權。如俄羅斯人與蒙古人爭執，由蒙古達魯花赤處置。受到蒙古人統治的影響，俄羅斯帝國後來保留了死刑與體罰。
欽察汗國對俄羅斯的政策是不讓任何一個公國太強大，但如果沒大問題，一般會照章做事，發給敕令。在烏茲別克汗時代後，全俄羅斯弗拉基米爾大公由莫斯科大公世襲。

## 内部组织
欽察汗國治下的人民是蒙古人和突厥人的混合。汗国逐渐突厥化，而丧失了蒙古文化的特性。不过，拔都率领的蒙古战士後裔，始终是社会的上层阶级。這些蒙古人包括山只斤、許兀慎（博爾忽出身氏族）、弘吉剌、乞顏。汗国的人口主要是钦察人、保加尔人、花剌子模人，以及其他一些突厥系族群。尤其以欽察人與土庫曼人居多。
政治上，欽察汗國原为蒙古帝國之一脈（法律基礎是成吉思汗法典）。自蒙哥大汗去世後，基本上完全独立，并曾与位于波斯的伊儿汗国，为阿塞拜疆主權多次交战。種族上，有欽察、康里、保加爾人（匈人後人）、可薩人餘部和烏克蘭人、希臘人、俄羅斯人、摩爾多瓦人。汗国的统治者是由庫里尔台自拔都的後裔中，选举出来。可汗以下，有宗王。宗王以下，有大臣以及一種名為答剌罕的人，意思是自由的人，享有免稅的地位。答剌罕是行政和軍事長官。行政文書使用回鶻文、察合台文和阿拉伯文，外交文書用蒙古文，語言是使用欽察語為語言。政治地位最高的是蒙古人和突厥人，地位較低是阿蘭人和俄羅斯人、北高加索人，他們在薩萊城有一定地區居住，烏克蘭人居住在奧卡河下游一帶。希臘人與意大利人住在克里米亞，大臣下有市民與農民，一種名為撒班赤（sabanchi），用犁者。佃農稱為乌剌塔赤（urtakchi），最低微的是奴隸。
軍隊分東、中、西三路，左右兩翼，中軍由可汗指揮。兵制是以十進制為單位，最小的單位是十戶。每大軍團置統帥一人，每一個軍事單位，屯兵在某地區。行政上可分為萬人團、千人團、百人團。各單位的長官負責管理政務與鎮壓叛逆。
宗教上，伊斯蘭教受到蒙古人和突厥人信仰，被定为国教，伊斯蘭教制度和蒙古制度並駕齊驅。烏茲別克汗（月即别）時代，完成突厥化與伊斯蘭化，與伊斯蘭苏丹国實無分別。

## 臣下與盟邦

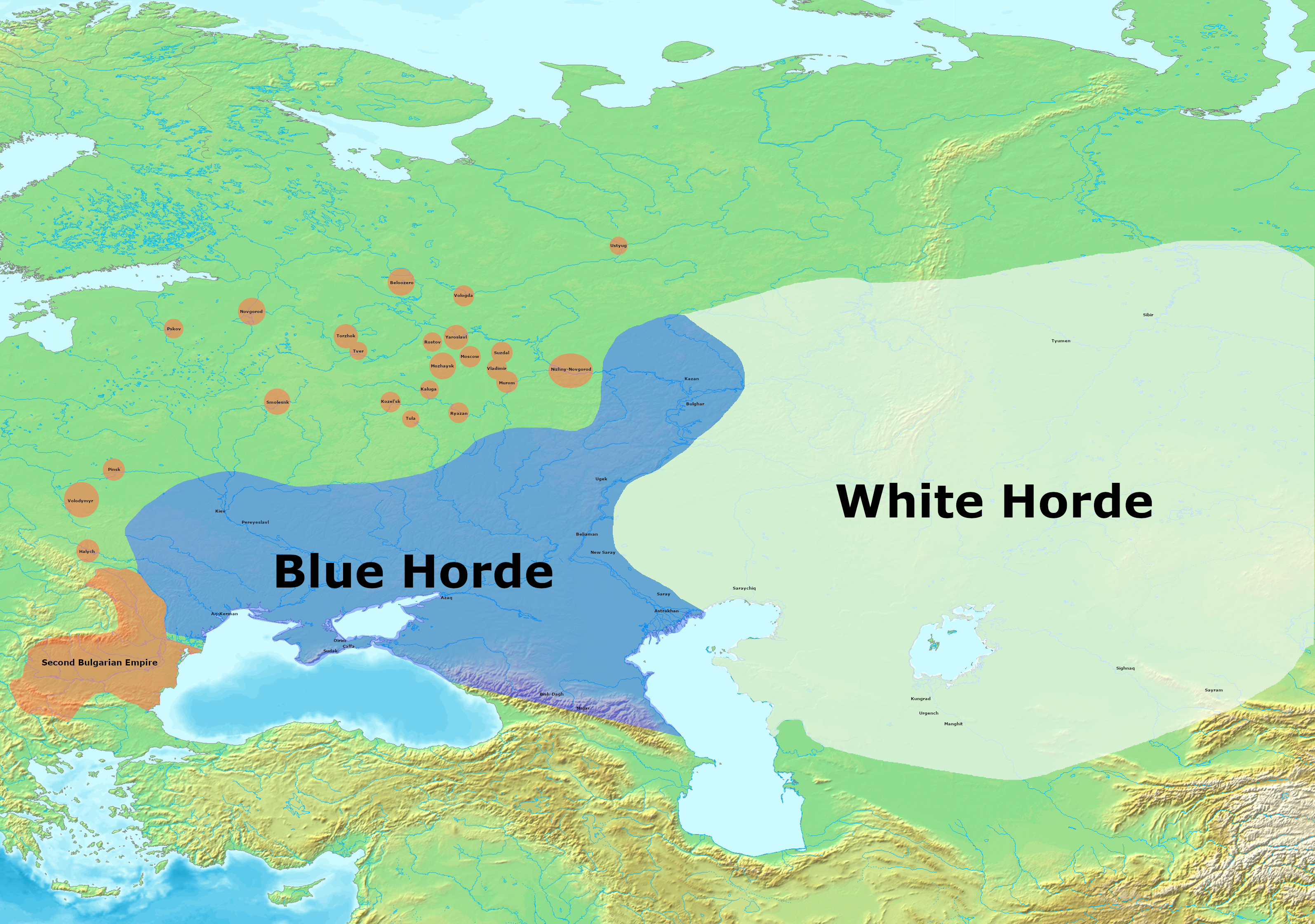
1313年月即别在位時期的金帳汗國（此圖中的金帳汗國被稱為藍帳汗國）與白帳汗國

1389年的金帳汗國

俄罗斯人、亚美尼亚人、格鲁吉亚人、切尔克斯人、哥特人、克里米亚希腊人、克里米亚哥特人和其他人，只要他们继续順服鞑靼蒙古人，这些附庸永远不会并入汗國。在俄羅斯方面，莫斯科统治者获得徵稅特权。为了保持控制权，蒙古人经常對其他公國進行惩罚性打击。在另一方面看，古米廖夫说，正是俄羅斯與欽察汗國結盟，才阻止日耳曼人入侵東方。
金帐汗国的附庸领地可分为九个区域：花剌子模、克里米亞的威尼斯港口、欽察、阿速夫河口、切尔卡西亚、伏爾加保加利亞、瓦拉齐亚及保加利亚第二帝国、阿蘭、東北羅斯。

## 君主列表

### 金帳汗國君主列表
| 名字              | 在位時間                                        | 备注                                                                                  |
| 朮赤              | 1224年-1227年                                   | 成吉思汗长子                                                                          |
| 拔都              | 1227年-1255年                                   | 朮赤次子                                                                              |
| 撒里答            | 1255年-1256年                                   | 拔都子                                                                                |
| 乌剌黑赤          | 1256年-1257年                                   | 拔都子                                                                                |
| 别儿哥            | 1257年-1266年                                   | 朮赤三子                                                                              |
| 忙哥帖木儿        | 1266年-1280年                                   | 拔都孙                                                                                |
| 脱脱蒙哥          | 1280年-1287年                                   | 忙哥帖木儿弟                                                                          |
| 那海              | 1280年-1299年                                   | 朮赤七子土斡耳之孙，并立                                                              |
| 兀剌不花          | 1287年-1291年                                   | 脱脱蒙哥侄子                                                                          |
| 脫脫汗            | 1291年-1312年                                   | 忙哥帖木儿子                                                                          |
| 月即别            | 1312年-1341年                                   | 脱黑鲁察子，烏茲別克汗                                                                |
| 迪尼别            | 1341年-1342年                                   | 月即别子                                                                              |
| 札尼别            | 1342年-1357年                                   | 迪尼别弟                                                                              |
| 别儿迪别          | 1357年-1359年                                   | 札尼别子                                                                              |
| 忽里纳            | 1359年-1360年                                   | 札尼别子                                                                              |
| 纳兀鲁斯          | 1360年                                          | 札尼别子                                                                              |
| 乞迪兒            | 1360年-1361年                                   | 朮赤长子斡儿答五世孙                                                                  |
| 帖木儿火者        | 1361年                                          | 乞迪兒子                                                                              |
| 斡耳都灭里        | 1361年                                          |                                                                                       |
| 乞里迪别          | 1361年-1362年                                   | 札尼别子                                                                              |
| 阿木剌            | 1361年-1363年                                   | 乞迪兒弟，于1362年统治萨莱                                                            |
| 米耳·不剌         | 1362年-1364年                                   | 朮赤五子昔班五世孙，篡位者                                                            |
| 阿即思汗          | 1364年-1367年                                   | 帖木儿火者子                                                                          |
| 奥都剌            | 1361年-1370年                                   | 月即别子，并立，于1362年，1364年，1367-1368年及1369-1370年统治萨莱                    |
| 札尼别二世        | 1367年                                          | 纳兀鲁斯子                                                                            |
| 哈桑·汗           | 1368年-1369年                                   | 米耳·不剌侄                                                                           |
| 马哈麻·不剌       | 1370年-1379年                                   | 奥都剌子，并立，1370-1371年由秃仑别·哈讷木摄政，于1370-1373年，1374年及1375年统治萨莱 |
| 哈只·彻尔客思     | 1373年-1374年                                   | 札尼别子                                                                              |
| 爱别汗            | 1374年                                          | 米耳·不剌兄                                                                           |
| 合罕别            | 1375年-1377年                                   | 爱别汗子                                                                              |
| 阿剌卜沙          | 1377年-1380年                                   | 米耳·不剌子                                                                           |
| 兀鲁斯汗          | 1373年-1377年                                   | 朮赤十三子秃花帖木儿六世孙，白帐汗，并立                                              |
| 脱脱迷失          | 1379年-1395年（白帐汗） 1380年-1399年（金帐汗） | 朮赤十三子秃花帖木儿六世孙                                                            |
| 帖木儿·忽格鲁特   | 1395年-1399年                                   | 帖木儿·灭里子                                                                         |
| 沙迪别汗          | 1399年-1406年                                   | 帖木儿·灭里侄                                                                         |
| 不剌汗            | 1406年-1410年                                   | 帖木儿·忽格鲁特子                                                                     |
| 帖木儿汗          | 1410年-1412年                                   | 不剌汗弟                                                                              |
| 札兰丁·汗         | 1412年                                          | 脫脫迷失子                                                                            |
| 乞邻·别儿歹       | 1412年-1414年                                   | 脫脫迷失子                                                                            |
| 怯别汗            | 1413年-1414年                                   | 脫脫迷失子                                                                            |
| 库卡剌汗          | 1413年-1416年                                   | 帖木儿·灭里堂弟                                                                       |
| 賈巴爾·別兒迪     | 1414年-1416年                                   | 脫脫迷失子，并立                                                                      |
| 赛义德·阿黑麻     | 1416年                                          | 乞邻·别儿歹子                                                                         |
| 德维什汗          | 1416年-1419年                                   | 库卡剌汗堂侄                                                                          |
| 合迪儿·别儿迪     | 1416年-1419年                                   | 脫脫迷失子，并立                                                                      |
| 哈只·穆罕默德     | 1419年-1427年                                   | 哈桑·汗侄，其孙伊巴克汗入主西伯利亚汗国                                               |
| 伯克·苏菲         | 1419年–1421年                                   | 秃花帖木儿玄孙                                                                        |
| 兀魯·穆罕默德     | 1420年-1436年（金帐汗） 1438年-1445年（喀山汗） | 脱脱迷失堂侄，并立，建立喀山汗国                                                      |
| 八剌汗            | 1420年-1428年（白帐汗） 1423年-1428年（金帐汗） | 兀鲁斯汗孙，并立，其子贾尼别克建立哈萨克汗国                                          |
| 道剌特·別兒迪     | 1421年-1427年                                   | 兀魯·穆罕默德堂兄，其侄哈吉·格來建立克里米亚汗国                                      |
| 加亚速丁          | 1421年–1426年                                   | 沙迪别汗子，并立                                                                      |
| 赛亦得·阿黑麻一世 | 1428年–1455年                                   | 伯克·苏菲子                                                                           |
| 乞赤黑·马哈麻     | 1428年–1459年                                   | 帖木儿汗子，并立                                                                      |

### 大帳汗國君主列表
| 名字               | 在位時間      | 备注            |
| 馬哈茂德·本·庫楚克 | 1459年–1465年 | 乞赤黑·马哈麻子 |
| 阿黑麻汗           | 1465年-1481年 | 乞赤黑·马哈麻子 |
| 赛亦得·阿黑麻二世  | 1481年-1502年 | 阿黑麻汗子      |
| 穆尔塔达汗         | 1481年-1491年 | 阿黑麻汗子      |
| 谢赫·阿合马        | 1481年-1502年 | 阿黑麻汗子      |